# Nikolai Sergejewitsch Morilow
Nikolai Sergejewitsch Morilow (russisch Николай Сергеевич Морилов; * 11. August 1986 in Perm) ist ein russischer Skilangläufer.

## Werdegang
Nikolai Morilow debütierte international im Dezember 2003 im Continental-Cup. Bei den Juniorenweltmeisterschaften 2004 in Stryn gewann er Bronze über 10 Kilometer und mit der Staffel und wurde im Sprint Zehnter. Im Dezember 2004 wurde Morilow in Bern erstmals im Weltcup eingesetzt. Der Sprintspezialist wurde 36. im Sprint und Zwölfter im Teamsprint. Bei den Junioren-Weltmeisterschaften 2005 im finnischen Rovaniemi wurde er Sechster im Sprint und 31. im Verfolgungsrennen über 2 × 10 Kilometer. In der Folgezeit pendelte der Russe zwischen Weltcup, FIS-Rennen und Continental-Cup. Bei den Junioren-Weltmeisterschaften 2006 im slowenischen Kranj wurde er Achter im Sprint, Zehnter über zehn Kilometer im klassischen Stil und Zwölfter in der Verfolgung über 2 × 10 Kilometer.
In Sapporo startete Mirolow 2007 erstmals bei einer Nordischen Skiweltmeisterschaft. Im Sprint wurde er 20., im Teamsprint gewann er mit Wassili Rotschew hinter Renato Pasini und Cristian Zorzi die Silbermedaille. Auch die Saison 2007/08 begann erfreulich für den Russen, in Düsseldorf erreichte er im Sprint den sechsten Platz. Bei der Tour de Ski 2007/2008 konnte er einen Etappenerfolg verbuchen, dort gewann er den Sprint in Prag. Bei der U23-Weltmeisterschaft 2008 gewann er Bronze im Sprint. In der Saison 2008/09 belegte er beim Teamsprint in Düsseldorf mit Alexei Petuchow und beim Sprint in Lahti jeweils den dritten Platz. Bei den Nordischen Skiweltmeisterschaften 2009 in Liberec holte er Bronze im Sprint.
Zu Beginn der folgenden Saison holte er in Düsseldorf im Teamsprint zusammen mit Alexei Petuchow seinen ersten Weltcupsieg. Im Januar 2010 gewann er in Rybinsk den Teamsprint und das Sprintrennen. Bei den Olympischen Winterspielen 2010 in Vancouver errang er den 26. Platz im Sprint. Zusammen mit Petuchow gewann er die Bronzemedaille im Teamsprint. Die Saison beendete er auf dem achten Rang in der Sprintwertung. Bei den Nordischen Skiweltmeisterschaften 2011 in Oslo kam er auf den achten Rang im Sprint. Seine beste Weltcupsaison lief er 2011/12. Er erreichte bei acht von zehn teilgenommenen Sprintrennen Platzierungen unter den ersten Zehn. Dabei holte er zwei zweite Plätze bei Rennen in Rogla und Szklarska Poręba. Mitte Januar 2012 gewann er in Mailand zusammen mit Alexei Petuchow den Teamsprint. Bei der Tour de Ski 2011/12 siegte er bei der Sprintetappe in Toblach. Die Saison beendete er auf dem 15. Platz in der Weltcupgesamtwertung und auf dem zweiten Rang in der Sprintwertung. Im Januar 2013 holte er in Liberec zusammen mit Michail Dewjatjarow im Teamsprint sein bisher letzten Weltcupsieg. Im folgenden Monat holte er im Sprint in Moskau seinen ersten Sieg im Eastern-Europe-Cup. In der Saison 2015/16 belegte er den 13. Platz in der Gesamtwertung des Eastern-Europe-Cups. Dabei siegte er im Februar 2016 im Sprint in Moskau.

## Erfolge

### Siege bei Weltcuprennen

#### Weltcupsiege im Einzel
| Nr. | Datum           | Ort     | Disziplin              |
| --- | --------------- | ------- | ---------------------- |
| 1.  | 22. Januar 2010 | Rybinsk | 1,3 km Sprint Freistil |

#### Etappensiege bei Weltcuprennen
| Nr. | Datum             | Ort     | Disziplin              | Rennen              |
| --- | ----------------- | ------- | ---------------------- | ------------------- |
| 1.  | 30. Dezember 2007 | Prag    | 1 km Sprint Freistil   | Tour de Ski 2007/08 |
| 2.  | 04. Januar 2012   | Toblach | 1,3 km Sprint Freistil | Tour de Ski 2011/12 |

#### Weltcupsiege im Team
| Nr. | Datum             | Ort        | Disziplin                        |
| --- | ----------------- | ---------- | -------------------------------- |
| 1.  | 06. Dezember 2009 | Düsseldorf | 6 × 1,5 km Teamsprint Freistil 1 |
| 2.  | 24. Januar 2010   | Rybinsk    | 6 × 1,3 km Teamsprint Freistil 1 |
| 3.  | 15. Januar 2012   | Mailand    | 6 × 1,4 km Teamsprint Freistil 1 |
| 4.  | 13. Januar 2013   | Liberec    | 6 × 1,6 km Teamsprint Freistil 2 |

### Siege bei Continental-Cup-Rennen
| Nr. | Datum            | Ort    | Disziplin       | Serie              |
| --- | ---------------- | ------ | --------------- | ------------------ |
| 1.  | 9. Februar 2013  | Moskau | Sprint Freistil | Eastern Europe Cup |
| 2.  | 14. Februar 2016 | Moskau | Sprint Freistil | Eastern Europe Cup |
| 3.  | 12. Februar 2017 | Moskau | Sprint Freistil | Eastern Europe Cup |

## Platzierungen im Weltcup

### Weltcup-Statistik
Die Tabelle zeigt die erreichten Platzierungen im Einzelnen.
- 1.–3. Platz: Anzahl der Podiumsplatzierungen
- Top 10: Anzahl der Platzierungen unter den ersten zehn
- Punkteränge: Anzahl der Platzierungen innerhalb der Punkteränge
- Starts: Anzahl gelaufener Rennen in der jeweiligen Disziplin
- Hinweis: Bei den Distanzrennen erfolgt die Einordnung gemäß FIS.

| Platzierung            | Distanzrennen a | Distanzrennen a | Distanzrennen a | Distanzrennen a | Distanzrennen a | Skiathlon Verfolgung | Sprint | Etappen- rennen b | Gesamt | Team c | Team c  |
| Platzierung            | ≤ 5 km          | ≤ 10 km         | ≤ 15 km         | ≤ 30 km         | > 30 km         | Skiathlon Verfolgung | Sprint | Etappen- rennen b | Gesamt | Sprint | Staffel |
| ---------------------- | --------------- | --------------- | --------------- | --------------- | --------------- | -------------------- | ------ | ----------------- | ------ | ------ | ------- |
| 1. Platz               |                 |                 |                 |                 |                 |                      | 1      |                   | 1      | 4      |         |
| 2. Platz               |                 |                 |                 |                 |                 |                      | 2      |                   | 2      |        |         |
| 3. Platz               |                 |                 |                 |                 |                 |                      | 1      |                   | 1      | 1      |         |
| Top 10                 |                 |                 |                 |                 |                 |                      | 28     |                   | 28     | 9      | 1       |
| Punkteränge            |                 |                 | 1               |                 |                 |                      | 46     |                   | 47     | 12     | 2       |
| Starts                 |                 |                 | 2               |                 |                 | 1                    | 58     | 3                 | 64     | 12     | 2       |
| Stand: 19. Januar 2015 |                 |                 |                 |                 |                 |                      |        |                   |        |        |         |

### Weltcup-Gesamtplatzierungen
| Saison  | Gesamt | Gesamt | Distanz | Distanz | Sprint | Sprint |
| Saison  | Punkte | Platz  | Punkte  | Platz   | Punkte | Platz  |
| ------- | ------ | ------ | ------- | ------- | ------ | ------ |
| 2005/06 | 26     | 112.   | -       | -       | 26     | 47.    |
| 2006/07 | 102    | 52.    | 15      | 70.     | 87     | 28.    |
| 2007/08 | 173    | 42.    | -       | -       | 173    | 15.    |
| 2008/09 | 261    | 31.    | -       | -       | 261    | 8.     |
| 2009/10 | 286    | 25.    | -       | -       | 286    | 8.     |
| 2010/11 | 176    | 44.    | -       | -       | 176    | 14.    |
| 2011/12 | 524    | 15.    | 30      | 69.     | 494    | 2.     |
| 2012/13 | 106    | 54.    | -       | -       | 106    | 18.    |
| 2013/14 | 81     | 66.    | -       | -       | 81     | 27.    |
| 2014/15 | 100    | 64.    | -       | -       | 100    | 24.    |
| 2015/16 | 45     | 83.    | -       | -       | 45     | 43.    |
| 2016/17 | 1      | 172.   | -       | -       | 1      | 101.   |